# 長炭村
長炭村（ながすみむら）は、香川県綾歌郡にあった村。

## 歴史
- 1890年2月15日 - 町村制施行に伴い、鵜足郡長尾村（ながおむら）、炭所東村（すみしょひがしむら）、炭所西村（すみしょにしむら）が合併し、長炭村が発足。
- 1899年4月1日 - 鵜足郡が阿野郡と合併し、綾歌郡となる。
- 1956年9月30日 - 満濃町に編入合併。同日付で長炭村が廃止。